# Fenom
Fenom (analogicznie do genomu) – pełny zestaw jednostkowych fenotypów (cech, właściwości, zachowań).
Pojęcie wprowadzone przez Siddhartha Mukherjee w odniesieniu do eugeniki przyszłości. Jeżeli zsekwencjonować genomy dużej liczby dzieci (umożliwia śledzenie losów w dalszej części życia) i stworzyć bazę danych, zawierającą wszystkie warianty genów i kombinacje elementów funkcjonalnych każdego genomu, to na tej podstawie można rytować "mapę losów" (zdeterminowanych genetycznie uwarunkowań zdrowia i cech charakteru). Następnie w bazie danych można odnotowywać każda chorobę oraz każde fizjologiczne odstępstwo od normy. Tę "mapę" Siddhartha Mukherjee określił jako fenom (w analogii do genomu: genotyp - fenotyp, genom - fenom.